# 假寧令
假寧令（けにょうりょう）は、律令法において官人の休暇（假）について定めた規定。養老令では第25番目に位置して13条から構成されている。

## 概要
養老令においては、
1. 給休假（假の支給）
2. 定省假条（畿外に住む親元への帰省）
3. 職事官（服喪を理由とした解官または假）
4. 無服殤条（無服の殤[1]を理由とした假）
5. 師経受業（大学寮・典薬寮などにおける恩師が死去した場合の服喪を理由とした假）
6. 改葬（改葬を理由とした假）
7. 聞喪（遠方の親族の喪を知った場合）
8. 給喪葬（親族の葬儀のための往復に要する日数分の假を別途支給する規定）
9. 給喪假（服喪を理由とする假の起算日）
10. 官人遠任（国司など遠国に赴任している官人に服喪の事態が生じた場合）
11. 請假（假の申請手続）
12. 外官聞喪（国司などの外官が服喪の報を聞いた時）
13. 外官任訖（外官が任務を終えて帰還する場合の準備のための假）